# Otávio Juliano
Otavio Juliano (São Paulo, 1972) é um cineasta, diretor de espetáculos e documentarista brasileiro, formado na Escola de Teatro, Filme e Televisão da Universidade da Califórnia, Los Angeles

## Obras Selecionadas
- A Califórnia do Terceiro Mundo (Third World California), sobre as condições abomináveis enfrentadas por imigrantes mexicanos indocumentados que, por falta de alternativas, residem no território de uma reserva indígena, em trêileres decrépitos, em meio a esgotos e lixo. Ironicamente, essa espécie de favela fica bastante próxima a Palm Springs, cidade opulenta, meca de golfistas e aposentados abastados, que é totalmente dependente do trabalho dos miseráveis. A Califórnia do Terceiro Mundo estreou no 22o Chicago Latino Film Festival.
- A Árvore da Música (The Music Tree), relata a sina do pau-brasil, que, além de ter dado nome ao bem conhecido país, é o melhor material para a manufatura dos arcos usados para tocar violinos e instrumentos semelhantes. A sua atual raridade significa uma grave ameaça à música erudita ao redor do mundo. O filme foi exibido e premiado em vários festivais de cinema pelo mundo.
- Um retrato dos pescadores de lagosta nordestinos, que cotidianamente arriscam suas vidas em busca dos crustáceos.
- O documentário Sepultura Endurance, produção da Interface Filmes, sobre a banda Sepultura
- Dirigiu a Ópera Rock dos Titãs, Doze Flores Amarelas